# کوشکول (شهرستان ایگلینسکی، باشقیرستان)
کوشکول (انگلیسی: Kushkul, Iglinsky District, Republic of Bashkortostan) یک شهرک در شهرستان ایگلینسکی استان باشقیرستان کشور روسیه است.